# Caldisericota
Caldisericota, anteriormente nomeado Caldiserica, é um filo de bactérias proposto em 2009.